# Печоли
Пѐчоли (на италиански: Peccioli) е град и община в Италия, в региона Тоскана, провинция Пиза, в географския район Валдера. Населението му е около 5000 души (2007).